# Etil dietilfosforamidoformonitrilo
Etil dietilfosforamidoformonitrilo é um composto organofosforado sintético formulado em C7H15N2O2P. 